# Six Mile Creek (dopływ Cayuga Inlet)
Six Mile Creek – rzeka w Stanach Zjednoczonych, w stanie Nowy Jork, w hrabstwie Tompkins. Jeden z głównych dopływów Cayuga Inlet. Długość cieku wynosi 32 km, a powierzchnia zlewni – 128 km². Rzeka swój początek bierze niedaleko Yellow Barn State Forest oraz Hammond Hill State Forest. Później płynie na południe od miasteczka Caroline, płynąc równolegle do Six Hundred Road przepływa pod New York State Route 79, po czym skręca na zachód, płynąc do osady Brooktondale. Tam skręca na północny zachód i wpływa do Ithaci. Stamtąd rzeka, po przepłynięciu przez wiele zapór, wpływa do rzeki Cayuga Inlet, która uchodzi potem do Jeziora Cayuga.

## Historia
Rzeka najprawdopodobniej powstała w czasie plejstocenu, ok. 17 500 lat temu, kiedy lodowiec cofał się z obszarów regionu Finger Lakes. Języki lodowca rozdzieliły się w pobliżu dzisiejszego Brooktondale, przez co górna oraz dolna część rzeki cechują się inną hydrologią oraz inną rzeźbą terenu, np. znaczna część górnej części charakteryzuje się stromymi wąwozami wzdłuż prawie całej długości rzeki. 
Rzeka była szlakiem transportowym dla miasta Ithaca. Kajugowie nadali rzece nazwę Teegastoweas. Obecna nazwa rzeki została nadana przez angielskich osadników, pochodzi od długości rzeki z Brooktondale do jej ujścia. 
Na początku XX wieku na rzece wzniesiono kilka zapór, m.in. Second Dam w 1902 czy Silt Dam w 1925.